# Bandera de Cànoves i Samalús
La bandera oficial de Cànoves i Samalús té la següent descripció:
Bandera apaïsada, de proporcions dos d'alt per tres de llarg, groga, amb una aspa blanca, de gruix 1/6 de l'alçària del drap, amb un rivet blau clar a cada costat de gruix 1/24 de la mateixa alçària, i amb el castell obert negre de l'escut, d'alçària 2/3 de la del drap i d'amplària 1/3 de la llargària del mateix drap, al centre.
Va ser aprovada el 26 de gener de 2007 i publicada en el DOGC el 27 de febrer del mateix any amb el número 4830.